# BE-4
BE-4 (Blue Engine 4) — жидкостный ракетный двигатель закрытого цикла на топливной паре метан+жидкий кислород, разрабатываемый американской компанией Blue Origin.
Целью проекта является достижение тяги 2,4 МН на уровне моря.
Планируется выпуск двух вариантов двигателя — для первой и второй ступеней ракеты-носителя.
Первый полёт ракет с этим двигателем состоялся в 2024 году.
BE-4 разрабатывается за счёт частных инвестиций, «без какой-либо государственной поддержки».
Хотя первоначально предполагалось, что двигатель будет использоваться исключительно на частной ракете-носителе Blue Origin, в настоящее время также планируется ставить его на ракету-носитель United Launch Alliance (ULA) «Вулкан» (Vulcan), преемника ракеты-носителя Атлас-5 (то есть он является главным кандидатом на замену российского двигателя РД-180, в настоящее время используемого ULA).

## Описание
Одной из самых инновационных особенностей BE-4 является использование сжиженного природного газа (метана) вместо керосина в качестве горючего. Это первый двигатель компании (и один из немногих в мире), работающий на жидком кислороде и жидком метане. 
Этот новый подход позволяет использовать автогенный наддув, то есть использование газообразного топлива для создания выталкивающего давления в баках с этим топливом. Это выгодно, поскольку устраняет необходимость в дорогостоящих и сложных системах наддува, которые требуют хранения под давлением такого газа, как гелий.
Кроме того, сжиженный природный газ, в отличие от керосина, не оставляет побочных продуктов горения в виде сажи.
BE-4 рассчитан на долгий срок службы и высокую надёжность, частично благодаря тому, что двигатель является «среднепроизводительной версией высокопроизводительной архитектуры».

## История разработки
Blue Origin начал работу над BE-4 в 2011 году.
Впервые о разработке было объявлено общественности в сентябре 2014 года в издании Space News, где сообщалось, что крупный американский производитель ракетной техники United Launch Alliance выбрал BE-4 в качестве основного двигателя для своей новой ракеты-носителя.
В начале 2015 года компания также заявила о намерении начать полномасштабные испытания двигателя в конце 2016 года и завершить разработку в 2017 году.
По состоянию на апрель 2015 разработка двигателя включала две параллельные программы.  Первая предполагала отработку полномасштабных версий силового пакета BE-4, набора клапанов и турбонасосов, которые обеспечивают надлежащее смешивание топлива/окислителя для форсунок и камеры сгорания. Вторая заключалась в отработке уменьшенных версий распылительных головок. 
К сентябрю 2015 года компания завершила более 100 испытаний компонентов BE-4, включая бустерный насос и «камеру сгорания с рекуперативным охлаждением, использующую  несколько полномасштабных распылительных головок». Испытания были проведены для проверки теоретических моделей «производительности распылительной головки, теплообмена и устойчивости горения», а собранные данные использовались для уточнения конструкции двигателя. В 2015 году во время одного из испытаний на испытательном стенде произошёл взрыв, после чего компания построила два более крупных стенда для проверки двигателя с полной тягой 2200 кН.
Хотя все части BE-4 и первые двигатели, предназначенные для испытаний, были изготовлены в штаб-квартире Blue Origin в Кенте, штат Вашингтон, место производства BE-4 к 2016 году ещё не было определено. Испытания и поддержка многоразовых BE-4 будет проводиться на пусковой площадке компании в Эксплорейшн Парк во Флориде, где Blue Origin инвестирует в инфраструктуру более $200 млн.
В январе 2016 года компания Blue Origin объявила, что намерена начать испытание двигателей BE-4 на наземных стендах до конца этого года. 
После посещения в марте 2016 журналист Эрик Бергер отметил, что большая часть фабрики Blue Origin была передана для разработки Blue Engine-4.
Первый двигатель был полностью собран в марте 2017 года.
Также в марте United Launch Alliance объявил, что экономический риск выбора варианта был сведён на нет, но технический риск по проекту остаётся до тех пор, пока в 2017 году не будет завершена серия огневых испытаний двигателя. 
13 мая 2017 года Blue Origin потеряла один двигатель в результате происшествия во время испытаний.
Первый тестовый двигатель BE-4 был поставлен ULA 1 июля 2020 года, второй планируется поставить до конца месяца.

## Применение
В 2016 году BE-4 рассматривался для использования на двух находящихся в разработке ракет-носителей, в то время как модифицированную версию BE-4 планировали использовать в американском экспериментальном военном космическом ракетоплане.
Blue Origin указала, что после завершения разработки она намерена сделать двигатель коммерчески доступным для сторонних компаний, а также планирует использовать двигатель в новой орбитальной ракете Blue Origin. 
В марте 2016 года стало известно, что компания Orbital ATK исследует вопрос об использовании BE-4 на своих ракетах-носителях. 

### Замена ракеты Атлас-5
В конце 2014 года Blue Origin подписал соглашение с United Launch Alliance (ULA), чтобы совместно развивать двигатель BE-4 и использовать его на ракете «Вулкан» (Vulcan), которая планируется в качестве преемника ракеты-носителя Атлас-5, отказавшись тем самым от двигателя РД-180 российского производства.
На «Вулкане» будет установлено два двигателя BE-4 первой ступени с тягой 2,4 МН каждый. Программа стартовала в 2011 году.
Сообщение о партнёрстве с ULA появилось после нескольких месяцев неопределённости относительно будущего российского двигателя РД-180, который используется в ракете ULA "Атлас-5" уже дольше десятилетия. Появились геополитические трудности, вызвавшие серьёзную озабоченность по поводу надёжности поставок российского двигателя. 
ULA считало, что первый запуск новой ракеты состоится не ранее 2019 года.
До начала 2015 года BE-4 в качестве замены двигателя РД-180 конкурировал с двигателем AR1 компании Aerojet Rocketdyne. В отличие от двигателей AR1 и РД-180, которые работают на керосине, топливом для BE-4 является метан.
В феврале 2016 года ВВС США заключили контракт, предусматривающий частичное финансирование развития ULA в объёме 202 млн долл. для поддержки использования двигателя BE-4 на РН «Вулкан».
Первоначально будет выплачено 40,8 млн долл., ещё 40,8 млн будет вложено в дочернюю компанию ULA для разработки BE-4 для ракеты «Вулкан».
До 536 млн долл. будет вложено и в Aerojet Rocketdyne, для разработки двигателя AR-1, в качестве альтернативного для ракеты «Вулкан».
Безос, однако, отмечает, что ракета-носитель «Вулкан» разрабатывается под двигатель BE-4, замена его на AR1 вызовет значительные задержки и потребует больших затрат со стороны ULA.
Схожее заявление было сделано также руководителями ULA, которые уточнили, что BE-4, вероятно, будет стоить на 40 % меньше, чем AR1, а также то, что «Безос имеет возможность самостоятельно принимать быстрые решения относительно BE-4, тогда как AR1, напротив, сильно зависит от поддержки правительства США, и у Aerojet Rocketdyne есть нужные связи для получения этой поддержки».
2 двигателя BE-4 успешно отработали при запуске ракеты «Вулкан», осуществлённом 8 января 2024 года.

### Двигатель для XS-1
В 2014 году Boeing получил заказ от управления DARPA на разработку и постройку многоразового космического корабля XS-1 и планировал, в сотрудничестве с Blue Origin, использовать на корабле модификацию двигателя BE-4. XS-1 должен был разгоняться до гиперзвуковых скоростей на границе земной атмосферы, чтобы обеспечить вывод полезного груза на орбиту.

### Орбитальная ракета «New Glenn»
Двигатель планируется использовать на двухступенчатой ракете для орбитальных полётов «Нью Гленн» (New Glenn, диаметром 7 м с дополнительной третьей и многоразовой первой ступенью. Первый запуск этой ракеты планировалось произвести в 2021 году, но в феврале 2021 года он был отложен до 2023.

На первой ступени (многоразовой, с вертикальной посадкой) будет установлено семь двигателей BE-4. Вторая ступень того же диаметра будет использовать один двигатель BE-4, оптимизированный для работы в вакууме. Вторая ступень будет одноразовой.

## Технические характеристики
- Тяга (на уровне моря): 2,4 МН при полной мощности, что равно 244.7 тс.[7];
- Давление в камере: 13,4 МПа.[5];
- Возможность повторного использования[5];
- Расчётное число пусков: 25[5];
- Повторный запуск в течение одного полёта[11].